# C18H18O7
化学式C18H18O7（摩尔质量：346.33 g/mol）可能指：
- Scillavone B，CAS号：1105671-01-9
- 拉马酸（英语：Ramalic acid），CAS号：500-37-8

|  | 这个同类索引页列出了具有相同分子式的化学物（即同分異構體）条目。 除非您是有意链接至本页，否则应将相应条目的内部链接指向正确的条目。 |